# Martin Romberg
Martin Romberg, né en 1978, est un compositeur norvégien. Il est l’un des plus actifs compositeurs de musique orchestrale de sa génération en Scandinavie. Il est notamment connu pour ses œuvres pour chœur et orchestre inspirées par J.R.R. Tolkien et la littérature fantastique,.

## Biographie
Né dans une famille ouvrière à Oslo, Martin Romberg quitta tôt la Norvège pour étudier la musique classique à l'université de Vienne, en Autriche. Dépassant le lien avec la tradition moderniste et son professeur de composition Michael Jarrell, il a embrassé le néoromantisme à partir de 2006.
Ses œuvres ont depuis été publiées aux Éditions Billaudot à Paris et interprétées par de nombreux orchestres dans le monde dont l'orchestre Symphonique d'Astana, l'Orchestre philharmonique de Bergen, Deutsches Filmorchester Babelsberg, Opéra Orchestre national Montpellier Languedoc-Roussillon, Akademische Orchestervereinigung Göttingen, Mittelsächsische Philharmonie, Orchestre régional de Normandie, Orchestre régional Avignon-Provence, L'orchestre de Pau Pays de Béarn, Telemark Kammerorkester, Nizhni Novgorod Philharmonic orchestra, Archangel State Chamber Orchestra, Orchestre National de Lille, The Saint-Petersburg Northern Synfonia Orchestra, Orchestre Philharmonique de Nice et Russian Camerata,,,,,,,,,,,,.
Il vit actuellement dans le Midi de la France.

## Style et musique
Martin Romberg a été associé au courant néoromantique des compositeurs de sa génération en Scandinavie et a collaboré à plusieurs reprises avec le peintre norvégien Odd Nerdrum,. 
Il considère que le concept de mythopoeïa de J.R.R. Tolkien peut être transféré à la musique classique occidentale pour créer une nouvelle énergie, et a employé le terme Fantasy Music pour décrire sa propre musique,.

## Collaborations
Il a collaboré à plusieurs reprises avec d'autres artistes, notamment le groupe norvégien d'electronica Ulver dont il a dirigé les spectacles orchestraux sur scène, entre autres le MG_INC Orchestra et le Tasmanian Symphony Orchestra. En 2015, son oratorio d'une heure et demie, "Homériade", basé sur les textes mythiques du poète contemporain grec Dimítris Dimitriádis, avec Robin Renucci et l'Orchestre régional Avignon-Provence, a clos le 69e Festival d'Avignon. En tant que chef d'orchestre, il a travaillé avec London Session Orchestra en enregistrant son propre album "Norse Mysteries" à Studios Abbey Road.

## Œuvres

### Orchestre
- "Persian Nights" poème symphonique (2005)
- "The Wonderbird" (d'après un conte de fées du Kazakhstan) ballet symphonique en 13 mouvements (2006/2008)
- "Véttir", ouverture symphonique (2006)
- "Quendi" (d'après le Silmarillion de J.R.R. Tolkien) poème symphonique (2008)
- "Telperion et Laurelin" (d'après le Silmarillion de J.R.R. Tolkien) poème symphonique (2013)
- "Homériade" (d'après le texte de Dimítris Dimitriádis) oratorio pour récitant et orchestre (2015)
- "Fëanor" (d'après le Silmarillion de J.R.R. Tolkien) poème symphonique (2017)

### Concertos
- "The Tale of Taliesin" concerto pour alto saxophone et orchestre (2007)
- "The Moon" concerto pour deux violons et orchestre (2009/2010)
- "Ramayan 3392" concerto pour accordéon et orchestre (2012/2013)
- "Poemata Minora" (d'après les poèmes de H.P. Lovecraft) concerto pour violon et orchestre à cordes (2015)

### Chorale
- "Eldarinwë Líri" (d'après les poèmes elfiques de J.R.R. Tolkien) chœur de jeunes filles (2009/2010)
- "Aradia" or the Gospel of the Witches (d'après la collection de textes païens Italiens sur la sorcellerie de Charles Godfrey Leland pour chœur mixte (2011/2012)
- "Rúnatal" (d'après stance 138-146 d'Hávamál) pour chœur mixte (2012)
- "Streghe" (d'après des hymnes Etrusques) pour chœur de jeunes filles (2012)

### Piano
- "Tableaux Fantastiques" d'après 10 tableaux de Jacek Yerka (2008)
- "Valaquenta" d'après le Silmarillion de J.R.R. Tolkien (2009)
- "Eärendil" d'après le poème de J.R.R. Tolkien (2013)
- "Tableaux Kitsch" d'après 3 tableaux d'Odd Nerdrum (2014)

### Musique de Chambre
- "Tableaux Féeriques, les Chuchoteurs", 17 petits morceaux pour saxophone alto et piano (2011)
- "The Tale of Slaine", pour quatuor de saxophone (2010)
- "Tableaux Féeriques, les Charmeurs", 13 petits morceaux pour violoncelle et piano (2014)

## Discographie
- Valaquenta, Tableaux Fantastiques - Lawo Classics (LWC1022) avec Aimo Pagin, 2011
- Sound Waves - Avie Records (AV2266) avec Alexandra Silocea, 2013
- Witch Mass - Lawo Music (LWM009) avec Grex Vocalis, Det Norske Jentekor and Kammerkoret NOVA, 2015
- Homériade - Klarthe Records (KLA033), avec l'Orchestre Régional Avignon-Provence, Samuel Jean, Robin Renucci, 2016
- Norwegian Saxophone - Lawo Classics (LWC1162) with Ola Asdahl Rokkones, Fabio Mastrangelo, 2018

## Discographie /Sound Library
- Norse Mysteries - Audio Network (ANW 2937) avec Orchestre philharmonique de Londres et Kammerkoret NOVA, 2017

## Discographie /Arrangement
- 300 - Deutsche Grammophon (0289 479 0084 9 CD DDD GH) avec Ingolf  Wunder 2013
- Messe I.X-VI.X - Ulver, ULVER-TRICK051, Jester Records 2014